# Плесков Юрій Вікторович
Плесков Юрій Вікторович (нар. 1933) — радянський учений-електрохімік. Доктор хімічних наук, професор. Головний науковий співробітник Інституту електрохімії ім. А. Н. Фрумкіна Російської академії наук.

## Наукова діяльність
Юрій Плесков є автором понад 250 наукових статей, оглядів, авторських свідоцтв, зареєстрованого відкриття і п'яти монографій, виданих в СРСР, США, ФРН, Китаї і Польщі.

### Наукові дослідження
- Електрохімія напівпровідників
- Фотоелектрохімія, фотоелектрохімічного перетворення сонячної енергії
- Електрохімія алмазу (засновник даного напрямку сучасної електрохімії)

### Книги
- Плесков Ю. В., Мямлін В. А. «Електрохімія напівпровідників». Москва, Наука, 1965
- Плесков Ю. В., Філіновскій В. Ю. «обертається дисковий електрод». Москва, Наука, 1972
- Бродський А. М., Гуревич Ю. Я., Плесков Ю. В., Ротенберг З. А. «Сучасна фотоелектрохімія». Москва, Наука, 1974
- Гуревич Ю. Я., Плесков Ю. В. «Фотоелектрохімія напівпровідників». Москва, Наука, 1983
- Плесков Ю. В. «фотоелектрохімічного перетворення сонячної енергії». Москва, Хімія, 1990. ISBN 5-7245-0570-3
- Плесков Ю. В. «Електрохімія алмазу». Москва, УРСС, 2003. ISBN 5-354-00158-7

### Статті в наукових журналах
- Статті в журналі «Успіхи хімії» РАН[недоступне посилання з квітня 2019]